# Tejn
Tejn ist eine kleine Hafenstadt mit 824 Einwohnern (Stand 1. Januar 2023) auf der dänischen Ostseeinsel Bornholm. Die Ortschaft liegt im Kirchspiel Ols (Olsker Sogn), das bis 1970 zur Harde Nørre Herred im damaligen Bornholms Amt gehörte. Mit der Auflösung der Hardenstruktur wurde das Kirchspiel in die Kommune Allinge-Gudhjem aufgenommen, die Kommune wiederum ging nach einer Volksentscheidung zum 1. Januar 2003 mit anderen Kommunen in der Regionskommune Bornholm auf. Zwischen 2003 und 2007 war diese kreisfrei, seit dem 1. Januar 2007 gehört sie zur Region Hovedstaden.
Tejn liegt etwa fünf Kilometer südöstlich von Allinge-Sandvig. Der Hafen von Tejn ist nach Nexø und Rønne der drittgrößte Hafen Bornholms.
Der Troldskoven, ein Wald mit Bautasteinen und einer Schiffssetzung liegt etwa 1,3 km südöstlich nahe der Küstenstraße. 